# Anua
Anua è un villaggio delle Samoa Americane appartenente alla contea di Ma'Oputasi del Distretto orientale.